# Championnats du monde de cyclisme sur route 1995
Navigation
Agrigente 1994 Lugano 1996
Les championnats du monde de cyclisme sur route 1995 ont eu lieu du 4 au 8 octobre 1995 à Duitama en Colombie. C'est la dernière édition du championnat du monde amateur, qui est remplacé par la suite par le championnat du monde des moins de 23 ans.

## Résultats
| Épreuves :                                    | Or                      | Or              | Argent                  | Argent         | Bronze                     | Bronze         |
| Épreuves masculines                           |                         |                 |                         |                |                            |                |
| Hommes - course en ligne Résultats détaillés  | Abraham Olano Espagne   | 7 h 9 min 55 s  | Miguel Indurain Espagne | + 35 s         | Marco Pantani Italie       | m. t.          |
| Hommes - contre-la-montre Résultats détaillés | Miguel Indurain Espagne | 55 min 30 s 4   | Abraham Olano Espagne   | + 48 s 97      | Uwe Peschel Allemagne      | + 2 min 3 s 5  |
| Hommes - amateurs - course en ligne,          | Danny Nelissen Pays-Bas | 4 h 52 min 39 s | Daniele Sgnaolin Italie | + 13 s         | Víctor Becerra Colombie    | + 46 s         |
| Épreuves féminines                            |                         |                 |                         |                |                            |                |
| Femmes - course en ligne Résultats détaillés  | Jeannie Longo France    | 2 h 37 min 45 s | Catherine Marsal France | + 38 s         | Edita Pučinskaitė Lituanie | + 1 min 56 s   |
| Femmes - contre-la-montre Résultats détaillés | Jeannie Longo France    | 44 min 27 s 3   | Clara Hughes Canada     | + 1 min 11 s 4 | Kathryn Watt Australie     | + 1 min 25 s 0 |

## Tableau des médailles
| #     | Pays      |   |   |   | Total |
| ----- | --------- | - | - | - | ----- |
| 1     | Espagne   | 2 | 2 | 0 | 4     |
| 2     | France    | 2 | 1 | 0 | 3     |
| 3     | Pays-Bas  | 1 | 0 | 0 | 1     |
| 4     | Italie    | 0 | 1 | 1 | 2     |
| 5     | Canada    | 0 | 1 | 0 | 1     |
| 6     | Allemagne | 0 | 0 | 1 | 1     |
| 6     | Australie | 0 | 0 | 1 | 1     |
| 6     | Colombie  | 0 | 0 | 1 | 1     |
| 6     | Lituanie  | 0 | 0 | 1 | 1     |
| Total | Total     | 5 | 5 | 5 | 15    |